# Attaque en triangle

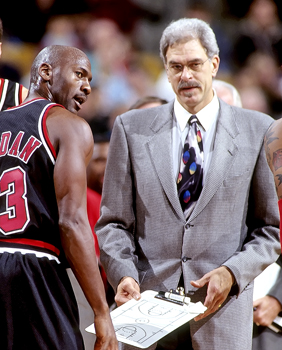
Phil Jackson donnant des instructions à Michael Jordan en 1997. Principal utilisateur de l'attaque en triangle, il remporte onze titres de champion NBA en vingt ans.

L'attaque en triangle est une stratégie offensive utilisée au basket-ball. Le système porte ce nom en raison de la position des joueurs dans ce schéma tactique : ils sont répartis de manière à former trois triangles sur un des deux côtés du terrain.  
Son principal inventeur est Sam Barry, entraineur de l'équipe de l'université du Sud de la Californie. Son système tactique a par la suite été perfectionné par Tex Winter, qui avait joué sous la direction de Barry dans les années 1940 et est par la suite devenu entraineur des Rockets de Houston. Cette stratégie est notamment devenue célèbre à la suite de son utilisation par Phil Jackson aux Bulls de Chicago puis aux Lakers de Los Angeles. L'attaque en triangle a notamment été utilisée par les entraineurs Jim Cleamons et Kurt Rambis, tous deux anciens assistants de Jackson, mais n'est plus aujourd'hui employée que par les Knicks de New York.  

## Principe
Complexe à mettre en place, ce système de jeu requiert généralement une adaptation des joueurs d'environ une saison. 

## Utilisation
L'attaque en triangle a notamment été utilisée par Phil Jackson, qui a remporté onze titres en utilisant cette tactique.